# Asota extensa
Asota extensa là một loài bướm đêm trong họ Erebidae.